# Верхняя Кузгунча
Верхняя Кузгунча (тат. Югары Козгынчы) — деревня в Мамадышском районе Республики Татарстан, входит в состав Олуязского сельского поселения. 

## География
Расположено на автомобильной дороге Мамадыш — Кукмор, в 28 км к северо-западу от города Мамадыша.

## История
Известна с 1710 года (по другим сведениям, основана в 1670 г.). В XVIII — первой половине XIX века жители относились к сословию государственных крестьян (ясачные татары). Их основные занятия в этот период — земледелие и скотоводство.
В «Списке населенных мест по сведениям 1859 года», изданном в 1866 году, населённый пункт упомянут как казённая деревня Верхние Кузгунчи 2-го стана Мамадышского уезда Казанской губернии. Располагалась при безымянной речке, по левую сторону Кукморского торгового тракта, в 28 верстах от уездного города Мамадыша и в 18 верстах от становой квартиры в казённой деревне Ахманова (Ишкеево). В деревне, в 41 дворе жили 232 человека (118 мужчин и 114 женщин), была мечеть.
В начале XX века здесь действовали мечеть (была построена в конце XIX в.), мектеб, крупообдирка, мелочная лавка. В этот период земельный надел сельской общины составлял 294,7 десятин.
До 1920 года деревня входила в Зюринскую волость Мамадышского уезда Казанской губернии. С 1920 года в составе Мамадышского кантона ТАССР. С 10 августа 1930 года в Таканышском, с 1 января 1932 года в Мамадышском, с 10 августа 1935 года в Таканышском, с 1 февраля 1963 года в Мамадышском районах.
В 1931 году в деревне был образован первый колхоз. В 1994 году колхоз деревни был переименован в Ассоциацию сельскохозяйственных кооперативов «Чулпан», в 2001 году — в сельскохозяйственный производственный кооператив «Чулпан», в 2002 году — в общество с ограниченной ответственностью Агрофирма «Чулпан».

## Население
| 1716 | 1762 | 1834 | 1859 | 1897 | 1908 | 1926 | 1949 | 1958 | 1970 | 1979 | 1989 | 2002 | 2010 | 2017 |
| ---- | ---- | ---- | ---- | ---- | ---- | ---- | ---- | ---- | ---- | ---- | ---- | ---- | ---- | ---- |
| 11   | 47   | 136  | 232  | 334  | 372  | 223  | 174  | 184  | 199  | 170  | 146  | 126  | 115  | 109  |

Национальный состав
Согласно результатам переписи 2002 года, в национальной структуре населения села татары составляли 99% из 126 человек.

## Экономика
Жители занимаются полеводством.

## Религия
В 2008 году здесь была построена мечеть «Васыйгабика».